# Ирменгард фон Баден
Ирменгард фон Баден (на немски: Irmengard/Irmgard von Baden; * ок. 1270; † сл. 8 февруари 1320) е маркграфиня от Баден и чрез женитба графиня на Вюртемберг.

## Произход
Тя е най-малката дъщеря на маркграф Рудолф I фон Баден († 1288) и съпругата му Кунигунда фон Еберщайн († 1290), дъщеря на граф Ото фон Еберщайн († 1278).

## Фамилия
Ирменгард фон Баден се омъжва пр. 1294/21 юни 1296 г. за граф Еберхард I фон Вюртемберг (1265 – 1325). Тя е третата му съпруга. Те имат три дъщери:
- Агнес (* 1295, † 1317), графиня на Йотинген, ∞ пр. 3 март 1313 г. за граф Лудвиг VI фон Йотинген († 29 септември 1346)
- Аделхайд Мехтхилд (* 1295/1300, † 13 септември 1342), ∞ пр. 21 декември 1306 г. за граф Крафт II фон Хоенлое († 3 май 1344)
- Ирменгард (* сл. 1300, † 16/17 юни 1329), омъжена април 1318 г. за граф Рудолф I фон Хоенберг († 11 януари 1336), син на граф Албрехт II фон Хоенберг-Ротенбург и Маргарета фон Фюрстенберг